# Evilásio Caon
Evilásio Neri Caon (Vacaria, 2 de fevereiro de 1929 – 3 de janeiro de 1997) foi um advogado, jornalista e político brasileiro.
Filho de Álvaro Neri dos Santos e de Corina Caon.
Foi deputado à Assembleia Legislativa de Santa Catarina na 4ª legislatura (1959 — 1963), na 5ª legislatura (1963 — 1967), e na 6ª legislatura (1967 — 1971).
Foi cassado pelo AI-5, em 1969.